# فهرست موارد بیگانه‌ستیزی و نژادپرستی مرتبط با دنیاگیری کووید–۱۹

نقشهٔ دنیاگیری کروناویروس:

دنیاگیری کروناویروس که در دسامبر ۲۰۱۹ در شهر ووهان واقع در هوبئی چین آغاز شد، منجر به افزایش اقدامات و اظهارات چین‌هراسانه و همچنین پیش‌داوری، بیگانه‌هراسی، تبعیض خشونت و نژادپرسی علیه مردمی با تبار یا ظاهر مربوط به شرق و جنوب شرق آسیا در سراسر جهان شده‌است. با گسترش دنیاگیری این بیماری و شکل‌گیری مراکز شیوعی مانند کشورهایی در آسیا، اروپا و آمریکا، تبعیض علیه مردم اهل این کشورها نیز گزارش شده‌است.

## زمینه
در گذشته بسیاری از بیماری‌ها نام خود را از مکان‌های جغرافیایی می‌گرفتند که از نمونه‌های این موارد می‌توان به نشانگان تنفسی خاورمیانه و ویروس زیکا اشاره کرد. اما سازمان جهانی بهداشت در سال ۲۰۱۵ جهت کاهش سطح بدنامی، توصیه‌هایی را برای اجتناب از این الگوی نام‌گذاری معرفی کرد. سازمان جهانی بهداشت نام رسمی «کووید-۱۹» را طبق همین سیاست در فوریهٔ ۲۰۲۰ پیشنهاد داد.
برخی منابع خبری، در پوشش اولیهٔ شیوع بیماری این ویروس را به‌گونه‌ای با چین مرتبط دانستند که به شکل‌گیری بدنامی برای مردم چین انجامید. مجلهٔ نیچر بعداً یک متن عذرخواهی برای این نوع پوشش خبری منتشر کرد. با این حال، حتی پس از آنکه عمدهٔ سیاستمداران به اجتناب از ادبیات بدنام‌کننده به هنگام اشاره به این ویروس روی آوردند، اقلیتی از آنان همچنان به استفاده از این ادبیات ادامه دادند.

## آفریقا

### کامرون
سفارت ایالات متحده در یائونده یک هشدار سفر برای شهروندان ایالات متحده صادر کرد مبنی بر این که گزارش‌هایی دربارهٔ «... آزار و اذیت کلامی و آنلاین، پرتاب سنگ و کوبیدن به وسایل نقلیهٔ تحت اختیار مهاجران» دریافت شده‌است.

### مصر
به‌گفتهٔ سفارت ژاپن در قاهره، صندوقداران فروشگاه‌ها نسبت به ارائهٔ خدمات به مشتری‌های ژاپنی بی‌میل بوده‌اند و واژهٔ «کرونا» نیز به تهمتی برای آزار افراد ژاپنی در خیابان‌ها تبدیل شده‌است.
در ۱۰ مارس ۲۰۲۰، پس از انتشار گستردهٔ یک ویدئو در اینترنت، که یک رانندهٔ اوبر را در حال پیاده کردن اجباری یک مسافر چینی به‌دلیل شک به ابتلا به ویروس در بزرگراهی در منطقهٔ المعادی قاهره نشان می‌داد، این راننده دستگیر شد. در این ویدئو، صدایی شنیده می‌شود که با تمسخر فریاد می‌زند «اولین مورد کروناویروس در مصر!» و همان صدا بعداً به راننده می‌گوید «خدا پشت و پناهت حاجی! بندازش بیرون!». پس از بارگذاری این ویدئو، وقوع این اتفاق خشمی را در میان مصری‌ها برانگیخت. برخی از مردم مصر با مرد چینی در هتل ملاقات کردند از او برای وقوع این حادثه، که به‌طور گسترده‌ای در رسانه‌های محلی به‌عنوان عملی قلدرمآبانه و نژادپرستانه محکوم شده‌بود، عذرخواهی کردند.

### اتیوپی
در خلال دنیاگیری، خشونت علیه خارجی‌ها در اتیوپی گزارش شد و برخی محلی‌ها با انتشار تصاویری از خارجی‌ها و پیوند دادن آن‌ها به کروناویروس، آنان را در شبکه‌های اجتماعی مورد حمله قرار دادند. انجمن خبرنگاران خارجی اتیوپی هشدار داد که «شایعات خطرناک» و «پست‌های نادرست» دربارهٔ خبرنگاران خارجی در سطح اینترنت در حال انتشار بوده‌اند؛ در حالی که خارجی‌های دیگری مورد حملهٔ فیزیکی قرار گرفته‌اند.

### کنیا
ویدئویی که طبق گزارش‌ها در کیبرا در کنیا ضبط شده‌است، عده‌ای از افراد خشمگین را نشان می‌دهد که مرد و زنی اهل شرق آسیا را در مورد کروناویروس تهدید می‌کنند. مردی از میان جمعیت بر سر زوج وحشت‌زده فریاد می‌زند که «شما کرونا هستید!» بعداً یک موتورسوار نیز از میان جمعیت دستش را بلند کرده و مرد آسیایی را به چک‌زدن تعدید می‌کند. پیش از پایان ویدئو، این زن و مرد به‌نظر خشمگین می‌رسند و رو به جمعیت شروع به قسم‌خوردن به زبان چینی می‌کنند. گزارش شده‌است که ناآرامی‌های رو به رشدی در خیابان‌های نایروبی و مناطق اطراف آن متوجه مهاجران چینی، به‌ویژه کارگران ساختمانی بوده‌است. یکی از اعضای اصلی پارلمان کنیا در پیامی که در صفحهٔ فیسبوک خود منتشر کرده گفته‌است که افرادی که به او رأی داده‌اند حق این را دارند که هر بازدیدکنندهٔ چینی که قرنطینه نشده‌است را سنگ زده و بیرون کنند. یک رانندهٔ تاکسی کنیایی به بی‌بی‌سی گفته‌است که چینی‌ها برای جلوگیری از رد درخواست تاکسی خود، در حال تغییر نام کاربری خود در نرم‌افزارهای درخواست تاکسی بوده‌اند.

### نیجریه
اویگیو یوجیوگ، تحلیلگر ژئوپلیتیک گزارش کرده‌است که «ازدیاد توهم‌های توطئه و ویدئوهایی از آسیایی‌ها (در بعضی موارد، چینی‌ها) در حال خوردن خفاش و حیوانات غیرمعمول دیگر» در رسانه‌های اجتماعی نیجریه به افزایش چین‌هراسی منجر شده‌است.

### آفریقای جنوبی
یک مرد با نژاد چینی در ژوهانسبورگ به دویچه وله گفته‌است که اظهارنظرهای خشونت‌باری مانند «چینی‌ها را بیرون کنید» و «امیدوارم این ویروس همهٔ آن‌ها را بگیرد» از سوی محلی‌ها در سراسر کشور بیان شده‌است. علاوه بر این، یکی از واکنش‌های اخیر دولت آفریقای جنوبی با هدف پیشگیری از بیماری کووید-۱۹، ساخت یک حصار ۴۰ کیلومتری در مرز کشور با زیمبابوه بوده‌است. به گفتهٔ پاتریشیا دلیله، وزیر امور عمومی آفریقای جنوبی، این عمل برای «حصول اطمینان از این که هیچ شخص ثبت‌نشده یا مبتلا به کشور وارد نمی‌شود» انجام شده‌است.

### اوگاندا
در اوگاندا، ۲۰ فرد دگرجنس‌گرا در یک پناه‌گاه توسط پلیس بازداشت شدند و به نقض مقررات فاصله‌گذاری اجتماعی متهم شدند.

## آسیا

### بنگلادش
دولت بنگلادش ده‌ها نفر از پناهندگان روهینگیا که چندین هفته در دریا گیر افتاده بودند را به جزیرهٔ باسان کار، که جزیره‌ای غیرمسکونی در مصب رود مگنا است، اعزام کردند. هزاران پناهندهٔ دیگر نیز در کرجی‌های پرازدحام در آب‌های میان بنگلادش و مالزی رها شدند. گروه‌های حقوق بشری دولت‌های بنگلادش و مالزی را برای استفاده از کروناویروس به‌عنوان بهانه‌ای برای بیرون راندن پناهنده‌ها مورد انتقاد قرار دادند.

### چین
برخی اهالی ووهان در استان‌های دیگر چین از هتل‌ها اخراج شدند و شماره‌های شناسایی، نشانی خانه و شماره تلفن آن‌ها به‌طور عمدی در فضای اینترنت منتشر شد یا با تماس‌های آزاردهندهٔ تلفنی از سوی افراد ناشناس مواجه شدند. همچنین طبق گزارش‌ها، در بعضی مکان‌ها تابلوهایی نصب شد که روی آن‌ها نوشته شده بود که «در اینجا از افراد اهل ووهان و خودروهایی که از هوبئی می‌آیند استقبال نمی‌شود». بسیاری از هتل‌ها و مسافرخانه‌ها از افرادی که نشانی خانهٔ آن‌ها در ووهان بود، خودداری کردند. ادعا شده‌است که چندین هتل، پس از آن که یک راهنمای تور اهل ووهان از سنگاپور به هانگ‌ژو برگشته بود، از پذیرش او خودداری کردند و یکی از این هتل‌ها با پلیس تماس گرفت تا و درخواست کرد که وضعیت سلامتی او بررسی شده به قرنطینه اعزام شود. در میان این اتفاق‌ها، شهرها و استان‌ها مختلف خارج از هوبئی تصمیماتی را برای اسکان مجدد افراد اهل هوبئی در منطقهٔ تحت ادارهٔ خود اتخاذ کردند که از جملهٔ آن‌ها می‌توان به تعیین هتل‌های مشخص برای استقرار بازدیدکننده‌های اهل این استان اشاره کرد. دولت‌های محلی در ژنگدینگ، جینگشینگ و منطقهٔ لوکوآن در شیجیاژوانگ برای گزارش افرادی که به اخیراً ووهان رفته‌اند اما در اسناد رسمی ثبت نشده‌اند، حداقل ۱٬۰۰۰ یوآن رنمینبی را به‌عنوان جایزه پرداخت کرد. در ماوژوا، به ساکنانی که افراد وارد شده به شهر از هونان را گزارش می‌کردند، ۳۰ عدد ماسک جایزه داده می‌شد.
گزارش شده‌است که در یک پرواز برنامه‌ریزی شدهٔ هواپیمایی جنوبی چین در ۲۷ ژانویه از ناگویا به شانگهای، برخی مسافرانی اهل شانگهای از سوار شدن به هواپیما همراه با ۱۶ مسافر دیگر از ووهان خودداری کرده‌اند. دو نفر از مسافران ووهانی با توجه به تشخیص تب، از سوار شدن به هواپیما بازماندند، در حالی که اهالی شانگهای حاضر در صحنه مدعی شدند که باقی مسافران ووهانی هم از داروهایی برای عبور از تست دمای بدن استفاده کرده‌اند. یکی از توریست‌های ووهانی در شبکه اجتماعی ویبو با این پرسش که «واقعاً این‌ها هم‌وطنان من هستند؟» به این اتفاق اعتراض کرد. یک توریست اهل شاهنگهای، که مدعی شده‌است که در صحنه حضور داشته، پاسخ داد که آن‌ها این کار را برای محافظت از شانگهای در برابر ویروس انجام داده‌اند. بسیاری از شهروندان اینترنتی از توریست‌های ووهانی به‌دلیل سفر همزمان با داشتن تب انتقاد کردند، اگرچه برخی نیز خواستار درک متقابل شدند و از اهالی شانگهای خواستند که مرتکب تبعیض منطقه‌ای نشوند.
در مارس و آوریل ۲۰۲۰ رسانه‌ها مواردی از بیگانه‌هراسی علیه خارجی‌ها را گزارش کردند؛ اگرچه طبق گزارش گلوب اند میل، مقامات چینی وجود چنین تبعیضی در داخل کشور چین را تکذیب کردند. این موارد، به ترس از موج دوم ویروس کرونا نسبت داده شده‌اند، اگرچه معاون وزیر خارجهٔ چین اشاره کرده‌است که ۹۰٪ از موارد وارد شده از بیماری کووید-۱۹ در واقع اهالی چین بوده‌اند که از خارج به کشور برگشته‌اند. طبق گزارش دیلی تلگراف، خارجی‌ها از ورود به هتل‌ها، سوپرمارکت‌ها و رستوران‌ها منع می‌شوند، در حالی که روادید بعضی دیگر لغو شده و از ورود دوباره به چین منع شده‌اند. گاردین در ۲۹ مارس گزارش کرد که اهالی محلی بر سر خارجی‌ها فریاد می‌زنند، از آن‌ها در مکان‌های عمومی دوری می‌شود و بعضی مواقع تحت عنوان «زبالهٔ خارجی» مورد سرزنش قرار می‌گیرند.وبگاه شانگهاییست اشاره کرده‌است که رفتارهای ناهنجار خارجی‌ها که در فضای اینترنتی چین دست به دست می‌شوند، در افزایش بیگانه‌هراسی در این کشور نقش داشته‌اند. یک کمیک که در شبکه اجتماعی ویبو منتشر شد، مردم را در لباس مقابله با مواد خطرناک و در حال ضدعفونی کردن خارجی‌ها و انداختن آن‌ها در سطل‌های زباله به تصویر کشیده‌است.
در آوریل ۲۰۲۰ در گوانگ‌ژو گزارش‌های متعددی از شهروندان آفریقایی منتشر شد که توسط پلیس از خانه‌های خود اخراج شده و از آن‌ها خواسته شده تا محل را ترک کنند. به این افراد هیچ مکانی برای خواب داده نشده‌بود. در این میان، برخی گزارش‌های اخیر در مقاله‌های خبری چینی شامل گزارش‌های منفی دربارهٔ افراد نیجریه‌ای حاضر در شهر بودند. این گزارش‌های تبعیض منجر به شکل‌گیری مناقشاتی در آفریقا شد به روابط آفریقا با چین لطمه وارد کرد و بحرانی سیاسی را برانگیخت که سیاستمداران و دولت‌های آفریقایی شروع به اظهار نظر علیه اتفاقات رخ داده در گوانگ‌ژو کردند. اولوی آکین العبی، قانون‌گذار نیجریه‌ای ویدئویی از تقابل خود با ژو پینگ‌جیان، سفیر جمهوری خلق چین در نیجریه منتشر کرد که در آن از او در مورد بدرفتاری‌ها با نیجریه‌ای‌ها در شهر گوانگ‌ژو سؤال کرده‌بود. دولت‌ها غنا، کنیا و اوگاندا نیز از دولت چین درخواست توضیح کردند و کمیسیون اتحادیه آفریقا نیز سفیر چین را برای گفتگو دربارهٔ ادعاهای بدرفتاری، به مقر این اتحادیه دعوت کرد. سفیران آفریقایی شکایت‌های خود را در یک نامهٔ اعتراضی خلاصه کردند و در آن خواستار توقف اخراج‌های گزارش‌شده از هتل‌ها و آپارتمان‌ها، آزمایش و قرنطینهٔ اجباری، مصادرهٔ پاسپورت‌ها و تهدیدها به لغو روادید و دستگیری و اخراج افراد آفریقایی، به‌ویژه در استان گوانگ‌دونگ شدند.

### هنگ کنگ
بیش از ۱۰۰ رستوران در هنگ کنگ مانع ورود مشتری‌هایی شدند که اهل سرزمین اصلی چین بودند و یکی از این رستوران‌ها از یکی از مشتری‌ها خواسته بود که یک کارت شناسایی هنگ کنگی تهیه کند تا ثابت کند که اهل سرزمین اصلی نیست. رستوران تنو ریمن، یک یک رستوران نودل ژاپنی در هونگ هام است، از ارائهٔ خدمات به مشتری‌های اهل سرزمین اصلی چین خودداری کرد. این رستوران در صفحهٔ فیسبوک خود اعلام کرده‌بود که «ما می‌خواهیم عمر طولانی‌تر داشته باشیم. ما می‌خواهیم از مشتری‌های محلی حفاظت کنیم. لطفاً ما را ببخشید». کترینگ کوانگ وینگ نیز نمونه‌ای دیگر از این گروه رستوران‌ها است که در ۲۸ ژانویهٔ ۲۰۲۰ در فیسبوک اعلام کرد که با توجه به این که دولت طرح بستن مرزها بر روی اهالی سرزمین اصلی چین را اجرائی نکرده‌است، تنها به مشتری‌هایی خدمات ارائه می‌دهد که به زبان انگلیسی یا کانتونی صحبت می‌کنند و از پذیرش مشتری‌های که به زبان ماندارین سخن بگویند خودداری خواهد کرد. با این حال، تکلم به زبان ماندارین در تایوان نیز مرسوم است؛ بنابراین، این رستوران پست فیسبوک خود را بعداً بروزرسانی کرد و اعلام کرد که پذیرای مشتری‌های تایوانی خواهد بود.